# Jagged Little Tapestry
Jagged Little Tapestry je třetí epizoda šesté série amerického hudebního televizního seriálu Glee a v celkovém pořadí stá edenáctá epizoda tohoto seriálu. Epizodu napsal jeden z tvůrců seriálu, Brad Falchuk, režíroval ji Paul McCrane a poprvé se vysílala ve Spojených státech dne 16. ledna 2015 na televizním kanálu Fox.
V tomto díle se Rachel Berry a Kurt Hummel připravují na vedení New Directions, ale mají mezi sebou konflikty ohledně výukových metod. Kurtův rozchod s Blainem Andersonem přináší pocit úzkosti do skupiny. Becky Jackson si našla nového přítele, ale lhala mu o svém životě a trenérka Beiste musí učinit těžké rozhodnutí.

## Obsah epizody
Kurt Hummel (Chris Colfer) je stále smutný z rozchodu a potkává svého bývalého snoubence Blaina Andersona (Darren Criss) s jeho novým přítelem Davem Karofskym (Max Adler). Kurt a Rachel Berry (Lea Michele) se rozhodnout použít Kurtovy pocity jako inspiraci pro práci New Directions. Úkolem členů je vytvořit mashup z písní z alb Jagged Little Pill od Alanis Morissette a Tapestry od Carole King. Trenérka Beiste (Dot-Marie Jones) a Sam Evans (Chord Overstreet), který nyní pracuje jako asistent fotbalové trenérky, se baví ohledně Beistiných zdravotních problémech s kolenem, když pobírá mnoho léků a má výbuchy vzteku. Spencer Porter (Marshall Williams) žádá o pozici quarterbacka, ale je odmítnut. Rachel a Kurt přivítají zpět bývalé členy New Directions, Pucka (Mark Salling), Quinn (Dianna Agron), Santanu (Naya Rivera), Brittany (Heather Morris) a Tinu (Jenna Ushkowitz), aby jim pomohli se zadáním a jejich učebními metodami, protože Rachel je optimistická a Kurt realistický díky rozchodu. Becky Jackson (Lauren Potter) sdělí Quinn a Tině, že má nového přítele Darrella (Justin Prentice), kterého chce všem představit, ale řekla mu, že byla členkou všech zájmových kroužků na McKinleyově střední, včetně sboru New Directions, takže ji Quinn a Tina pomohou se zpěvem.
Becky představí Darrella ředitelce Sue Sylvester (Jane Lynch) a ta je překvapená, když zjistí, že Darrell netrpí Downovým syndromem jako Becky a začne se bát o její bezpečí. Santana požádá Brittany o ruku a ta souhlasí, ale Kurt vznese námitku, kvůli svému zlomenému srdci. Později Santana dlouze slovně uráží Kurta za jeho kritiku. Kurt se omluví Brittany za přerušení jejich zasnoubení a Brittany mu prozradí, že se Blaine a Dave k sobě přestěhovali, takže Kurt by se měl ve svém životě pohnout dál a přestat smutnit. Trenérka Roz Washington (NeNe Leakes), Sue, Quinn a Tina vyslýchají Darrella ohledně jeho záměrů s Becky, ale on je donutí uvědomit si, že se člověkem s Downovým syndromem by se mělo zacházet jako s kýmkoliv jiným a že jejich obavy jsou zbytečné.
Jane Hayward (Samantha Marie Ware) a Mason McCarthy (Billy Lewis Jr.) zpívají duet, který Rachel pochválí, ale Kurtovi to připomene jeho vztah s Blainem a jejich vystoupení zkritizuje. Sue konfrontuje trenérku Beiste kvůli jejímu vysokému užívání prášků a ta jí řekne, že má rakovinu. Becky se pokouší s Quinn a Tinou zpívat pro Darrela, ale nemůže, a tak ji Quinn, Tina, Santana a Brittany přesvědčí, že mu musí říct pravdu. Kurt se omluví Rachel, že nechal své emoce převládat nad učením, ale ta mu řekne, že Jane a Mason si cenili jeho kritiky a použijí ji jako motivaci pro příští lepší výkon. Rachel a Kurt si uvědomí, že ačkoliv jejich učební metody jsou různorodé, tak společně jsou dobrými učiteli. Sue a trenérka Beiste se setkávají se Samem a Beiste nakonec odhalí, že netrpí rakovinou, ale že jí byla diagnostikována porucha sexuální identity, že se celý život cítí jako muž a půjde na operaci pro změnu pohlaví. Beiste požádá Sama, aby převzal kontrolu nad fotbalovým týmem během její nepřítomnosti a Sue ji ubezpečuje, že na ní její místo bude stále čekat i po návratu z operace. Becky řekne Darrelovi pravdu a ten přijímá její omluvu. Rachel a Kurt sdělí členům New Directions, Jane, Masonovi, Madison McCarthy (Laura Dreyfuss) a Roderickovi (Noah Guthrie), že jsou o krůček blíže k tomu být na výběrovém kole soutěže školních sborů.

## Seznam písní
- „It's Too Late“
- „Hand in My Pocket“ / „I Feel the Earth Move“
- „Will You Love Me Tomorrow“ / „Head over Feet“
- „So Far Away“
- „You Learn“ / „You've Got a Friend“

## Hrají
| Chris Colfer     | Kurt Hummel             |
| Darren Criss     | Blaine Anderson         |
| Dot Jones        | trenérka Shannon Beiste |
| Jane Lynch       | Sue Sylvester           |
| Kevin McHale     | Artie Abrams            |
| Lea Michele      | Rachel Berry            |
| Matthew Morrison | William Schuester       |
| Amber Riley      | Mercedes Jones          |
| Chord Overstreet | Sam Evans               |